# L'isola dei senza colore
L'isola dei senza colore (The Island of the Colorblind) è un saggio di Oliver Sacks, pubblicato per la prima volta a New York nel 1996.
Il libro è diviso in due parti: nella prima Sacks descrive il caso della popolazione dell'atollo micronesiano  di Pingelap, affetta da una alta incidenza di acromatopsia, mentre nella seconda parte si interroga sulle misteriose origini di una rara sindrome neurodegenerativa che affligge i nativi dell'isola di Guam.